# Between
Between es un pueblo ubicado en el condado de Walton en el estado estadounidense de Georgia. En el censo de 2000, su población era de 148.

## Demografía
En el 2000 la renta per cápita promedia del hogar era de $52,222, y el ingreso promedio para una familia era de $52,292. El ingreso per cápita para la localidad era de $20,115. Los hombres tenían un ingreso per cápita de $41,875 contra $24,688 para las mujeres.

## Geografía
Between se encuentra ubicado en las coordenadas 33°48′50″N 83°48′33″O / 33.81389, -83.80917 (33.813956, -83.809170).
Según la Oficina del Censo, la localidad tiene un área total de 2,2 km² (0,8 mi²), de la cual 2,2 km² (0,8 mi²) es tierra y 0 km² (0 mi²) (0.0%) es agua.